# Borjabad
Borjabad település Spanyolországban, Soria tartományban. Borjabad Tejado, Nolay, Nepas, Viana de Duero, Almazán és Cubo de la Solana községekkel határos. Lakosainak száma 30 fő (2024).

## Népesség
A település népessége az elmúlt években az alábbi módon változott:
| Lakosok száma | 60   | 56   | 48   | 45   | 40   | 38   | 35   | 33   | 33   | 30   |
|               | 2001 | 2004 | 2007 | 2009 | 2012 | 2014 | 2017 | 2019 | 2022 | 2024 |